# 格倫·坎貝爾
格倫·特拉維斯·坎貝爾（英語：Glen Travis Campbell，1936年4月22日—2017年8月8日）是美國的一位鄉村歌手、電視節目主持人和演員。他在1960年代至1970年代唱出許多經典名曲，並且也是著名的綜藝節目主持人。坎貝爾發表過超過70張專輯，其唱片總銷量超過4500萬張，並且多次獲得葛萊美獎的肯定，Southern Nights為星際異攻隊2做上配樂。2012年，坎貝爾獲得格萊美特別贡献獎。

## 早年生活
格倫·特拉維斯·坎貝爾於1936年4月22日出生於阿肯色州比爾斯頓派克縣迪萊特附近的一個小社區，居住在約翰·衛斯理（John Wesley）和Carrie Dell “Stone” Campbell。坎貝爾來自蘇格蘭，
愛爾蘭血統，是12個孩子的第七個兒子。一家人住在一個農場，他們在那裡勉強經營，通過種植棉花，玉米，西瓜和土豆。他說：「我們沒有電。」而資金卻很稀缺。「那時候一美元看起來像馬鞍毯一樣大。」為了增加收入，這個家庭為其他農民採摘了棉花。坎貝爾說：「我以每磅1.25美元的價格採摘棉花。」「如果精打細算，每天可以撿80或90磅。」
坎貝爾四歲起就開始彈吉他，他的父親給了西爾斯購買的五美元吉他作為禮物，他的叔叔Boo教了他彈奏的基本知識。他的家人大部分都是音樂劇。 “回到家，每個人都在唱歌和唱歌。」
坎貝爾在年輕時繼續彈吉他，沒有接受過正式培訓，並在不從事棉田工作時練習。他通過聽廣播和唱片來發展才華，並在金格·萊恩哈特中成為他較受尊敬的吉他手之一，後來稱他為“我聽過的最厲害的球員。他在14歲時輟學，與兄弟們一起在休斯頓工作，安裝了隔音裝置，後來
坎貝爾對這種非熟練的工作不滿意，因此開始在集市和教堂野餐中播放音樂，並在教堂合唱團中演唱福音讚美詩。他能夠在當地的廣播電台找到表演地點，而他的父母搬到休斯敦後，他在當地的一家夜總會露面。
1954年，年僅17歲的坎貝爾搬到了新墨西哥州阿爾伯克基，加入了叔叔的樂隊，被稱為迪克·比爾（Dick Bills）和桑迪亞山男孩（Sandia Mountain Boys）。他也出現在他叔叔的廣播節目和KOB電視台上的當地兒童節目“ K Circle B Time”中。在那裡，他遇到了他的第一任妻子，他17歲那年結婚，而她16歲。
1958年，坎貝爾成立了自己的樂隊Western Wranglers。他說「我們努力工作。」「每週六個晚上，有時七個晚上。我沒有將目光投向任何特定目標或大夢想。」

## 事業

### 1960年－1966年：早期事業
1960年，坎貝爾搬到洛杉磯成為會議音樂家。那年10月，坎貝爾在美國音樂發行公司找到了一份白天的工作、寫歌，由於這些演示，坎貝爾很快就成為會議音樂人的需求，並成為後來稱為The Wrecking Crew的一組錄音室音樂家的一部分。
坎貝爾在海灘男孩、巴比·達林、法蘭克·辛納屈、瑞奇·尼爾森、迪安·馬丁、納·京·高爾、頑童合唱團、南茜·辛納特拉、梅爾·哈賈德、威廉·揚·貝里、平·克勞斯貝、菲爾‧史佩克特、小山米·戴維斯、桃麗絲·黛、鮑比·維、埃弗里兄弟、雪爾莉·法巴瑞絲、Cascades樂隊、保羅瑞佛和奇襲者樂團、韋恩·紐頓、肯尼·羅傑斯、金斯頓三重唱、羅傑·米勒、克拉克、羅恩·羅爾斯、克勞德·金、洛恩·格林、羅尼·多夫和貓王·普雷斯利。1964年，他與普雷斯利成為朋友，當時他幫助錄製了《Viva Las Vegas》的配樂。後來說：「貓王和我以同樣卑微的方式長大–採摘棉花，看著北行m子的南端。」
1961年5月，他離開了Champs，隨後和American Music的子公司Crest Records簽約。他的首張個人專輯《轉身，看著我》獲得了一定的成功，在1961年的Hot 100上排名第62位。，但在1968年的Vogues封面上，Hot 100排名第七。坎貝爾還在Van Nuys的Crossbow Inn樂隊與來自香榭麗舍大街的前樂隊成員一起組成了吉斯·塞斯（Gee Cees）。吉斯·塞斯也在Crest發行了單曲，即興樂曲《Buzz Saw》，未作圖。
1962年，坎貝爾與Capitol唱片公司簽約。《為時已晚》、《為憂慮而哭泣》，這是他的第一張個人單曲；以及由格林河男孩樂隊發行的格林威治男孩樂隊發行的“肯塔基寓意天堂”，隨後出現了一系列失敗的單曲和專輯。到1963年，他的演奏和唱歌在586r被聽到
從1964年開始，坎貝爾開始定期在電視節目《星際大戰》中上演，這是一個由羅德·卡梅隆主持的聯合廣播組織，
從1964年12月到1965年3月上旬，坎貝爾是海灘男孩的巡迴演出成員，為布萊恩·威爾森配樂，彈奏低音吉他和演唱假音。
1965年，他取得了個人最大的單曲成功，並以Buffy Sainte-Marie的《Universal Soldier》形式進入了Hot 100的第45位。當被問及這首歌的和平主義訊息時，他說：「提倡燒紙牌的人應該被吊死。」
坎貝爾繼續擔任會議音樂人，在Beach Boys的1966年專輯《Pet Sounds》”中彈吉他，以及其他錄音。那年四月，他和Rick Nelson一起參加了遠東的巡演，再次演奏貝斯。

### 1967年－1972年：《Burning Bridges to The Goodtime Hour》
當後續單打表現不佳時，國會大廈考慮在1966年將坎貝爾從唱片公司中刪除時，他與製片人Al De Lory合作。在一起，他們首先合作製作了歌曲《Burning Bridges》，該歌曲在1967年初成為了全球20大熱門唱片，和同名專輯。
坎貝爾和德洛瑞在1967年由約翰·哈特福德撰寫的《Gentle on My Mind》上再次合作，這是一夜之間取得的成功。之後是1967年晚些時候的熱門單曲《到我去鳳凰城的時間》，以及《我想活下來》和《Wichita Lineman》，在1968年的15個星期內都保持在“廣告牌”的前100名排行榜中。他憑藉“對我的思想溫柔”和“到鳳凰城的時間”贏得了四個格萊美獎。
1967年，坎貝爾還是錄音室樂隊Sagittarius的《My World Fell Down》這首未經認可的主唱歌曲。這首歌在《告示牌》前100名中排名第70。
1968年，坎貝爾發行了Jimmy Webb創作的歌曲《Wichita Lineman》。在The Wrecking Crew，並出現在他1968年的同名專輯中。它在美國流行榜上排名第三，連續15周保持在前100名中。此外，這首歌還連續兩個星期在美國鄉村音樂排行榜上名列前茅，而在成人當代音樂排行榜上則連續六週登頂。
作曲家Elmer Bernstein和作詞家Don Black寫作並於1969年演唱的歌曲《True Grit》，這首歌獲得了奧斯卡金像獎最佳歌曲和金球獎最佳原創歌曲的提名。
在他主持了1968年的電視節目《The Smothers Brothers Comedy Hour》綜藝節目後，Campbell被授予了自己的每週綜藝節目，1969年1月至1972年6月舉行的《Glen Campbell歡樂時光》。該節目的喜劇作家包括史提夫·馬丁和羅伯·雷納。 在他的鼎盛時期，弗雷達·克萊默（Freda Kramer）於1970年出版了傳記《格倫·坎貝爾的故事》。
通過與Campbell的會談工作聯繫，他在節目中主持了音樂的主要名字，包括披頭士樂隊（電影中）、大衛·蓋茨、麵包樂隊、頑童合唱團、尼爾·戴門、琳達·朗絲黛、強尼·凱許、梅爾・哈賈德、威利·尼爾森、威倫·傑寧斯、羅傑·米勒和梅爾·提利斯。坎貝爾協助開展了安·瑪莉和傑瑞·里德的職業，他們是他的《歡樂時光》節目的常客。
在1960年代末和1970年代初，坎貝爾發行了一系列單曲，並以約翰·韋恩、金·達比和喬・拿瑪斯出現在1969年電影《真砂礫》和1970年電影《Norwood》中。